# Olaszország művészete
Az Appennini-félsziget az ókortól kezdődően a művészetek hazája, a római, ókeresztény és bizánci művészetek talaján fejlődött a szűkebb értelemben vett olasz művészet a XII. század óta. Jellegzetessége a regionális tagoltság, amely egyúttal rendkívül színes, sokoldalú és mégis egységes kultúrát teremtett. Olaszország területének az olasz nemzet kora előtti művészeteit lásd: Itália művészete és Az ókori Róma művészete.

## Építészet

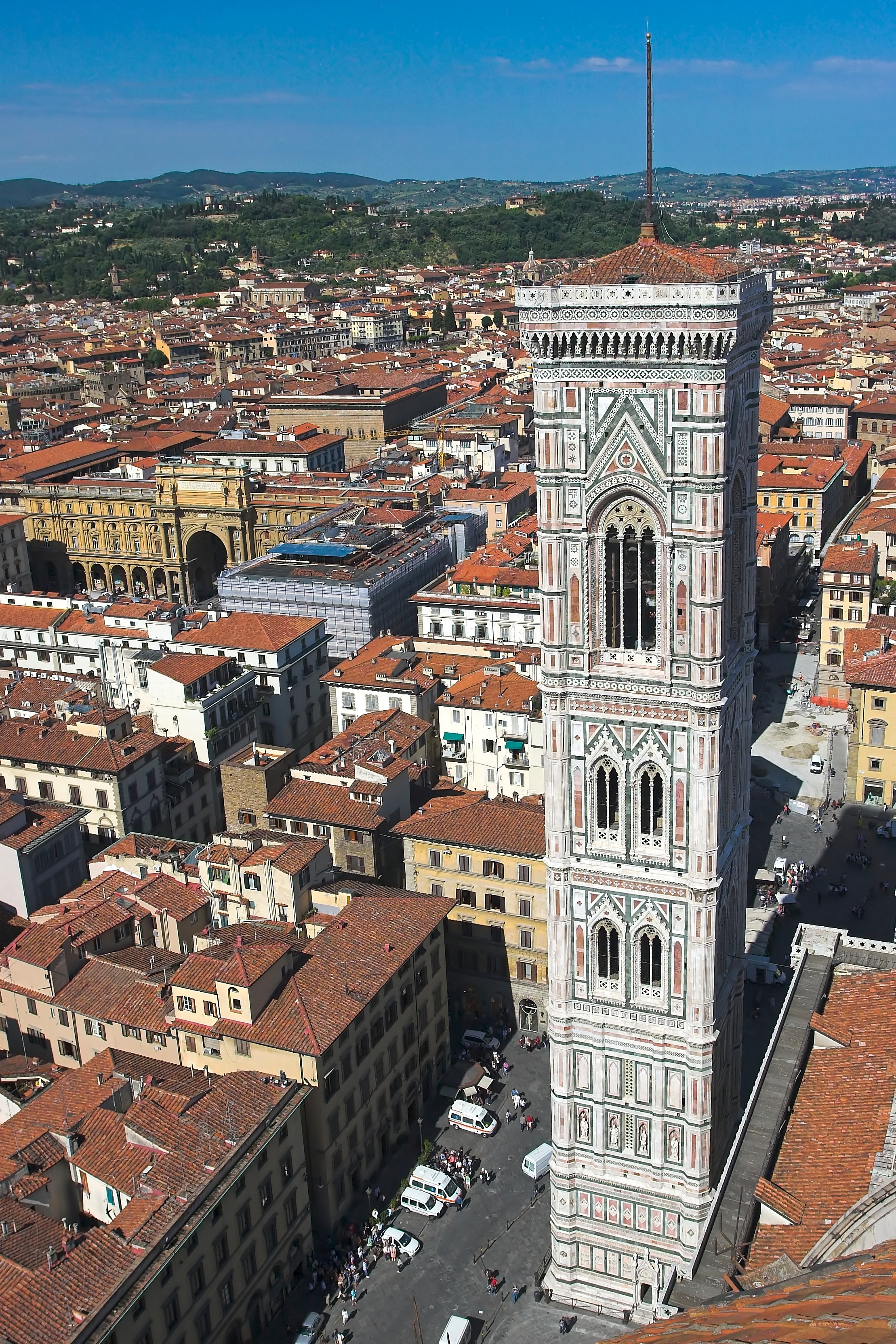
Giotto di Bondone: a Campanile Giotto, a firenzei dóm harangtornya

A korai román korszak még merít a bizánci kultúrából, különösen a templomépítészet terén. Az érett román stílus tipikus építményeit az északi területeken fedezhetjük fel (például San Zeno Maggiore Verona, Ferrarai dóm.) A déli vidékeken még befolyásolja az építkezéseket a bizánci és az arab hatás (Palermói dóm).
Az itáliai gótikában a késő román és a kora reneszánsz elemek vegyülnek, ekkor épült a firenzei Santa Croce, a milánói dóm. Különleges ötvözete a gótikának a velencei, amely keleties elemeket sorakoztat fel (Dózsepalota, Ca'd'Oro).
A 16. század elejétől bontakozik ki a reneszánsz, építészetének első központja Firenze, kiválósága Filippo Brunelleschi (1377–1446) alkotásaival. Az építészet elméletét Leon Battista Alberti (1404–1472) vetette meg. Míg Velencében a Lombardo család, addig Lombardiában Donato Bramante (1444–1514) képviselte a korai reneszánsz stílusát. Az érett reneszánsz korszak építészetének is meghatározó képviselőjeként lépett fel Michelangelo Buonarroti (1475–1564) Firenzében (Medici kápolna). Vicenza – Velence területén Andrea Palladio (1508–1580) összegezte a reneszánszot villáival, templomaival.
A következő nagy korstílus, a barokk központja azonban már Róma lett, az első ilyen jellegű épület az Il Gesù temploma volt. A stílus képviselői Giacomo Della Porta, Giovanni Lorenzo Bernini (1598–1680), Francesco Borromini (1599–1667), Carlo Maderno, Domenico Fontana. Velence városa e korszakban Baldassare Longhena épületeinek sokaságával gazdagodott.
A XIX. században Itália elveszítette vezető szerepét a művészetek, így az építészet mezsgyéjén s főképp az eklektika és a neoreneszánsz stílus követőivé váltak alkotói.

## Festészet

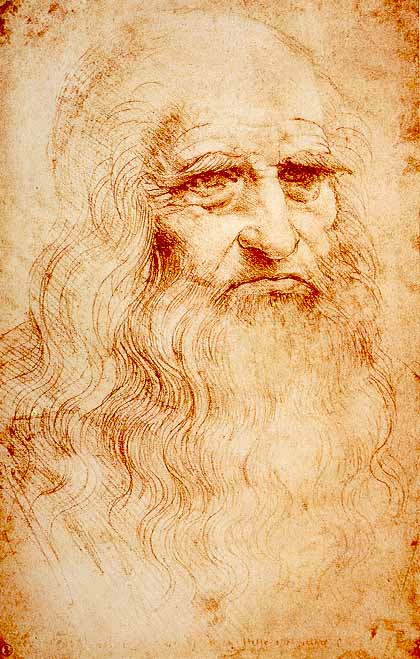
Leonardo da Vinci

Botticelli: Vénusz születése

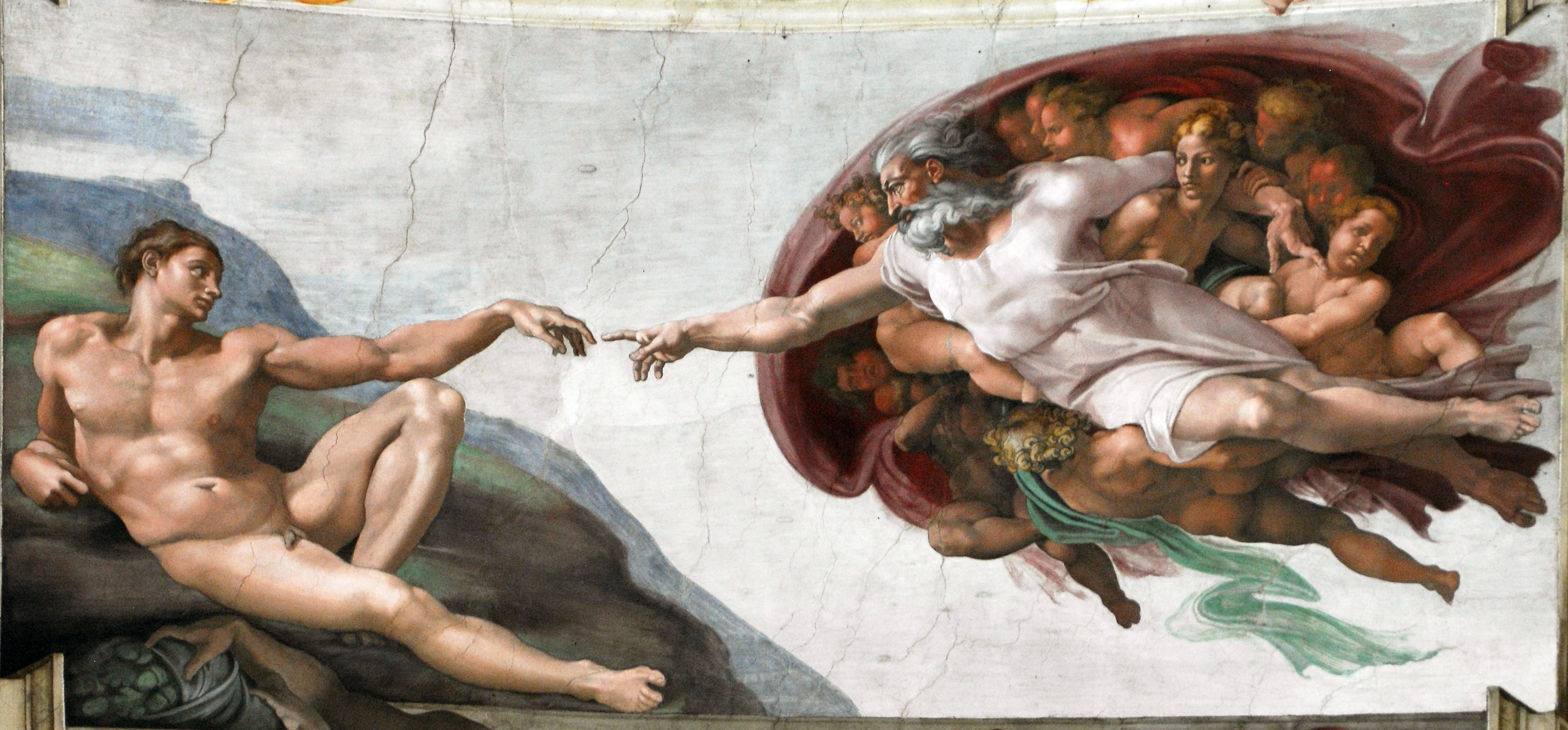
Michelangelo: Részlet a Sixtus-kápolnából: Ádám teremtése (1509–1510)

A szobrászattal egyidejűleg kezdett kifejlődni az ókeresztény művészetből, de először merevség, élettelenség jellemezte. A 11. században a montecassinói apát a lehanyatlott mozaikfestészet újjáteremtésére művészeket hozatott Bizáncból, akik aztán Velencében, Salernóban, Monrealéban és Palermóban dolgoztak. A művészi önállóság kezdeteivel a 13. század vége felé találkozunk Cimabue és Duccio di Buoninsegna munkáiban, ők alakjaikba már némi mozgékonyságot és életet öntöttek. Giotto di Bondone tekinthető az olasz festészet első mesterének, aki a természethez közelebb álló, realisztikus modorban dolgozott, s magának a festészetnek technikáját is javította (temperafestés). Hatását egész Itália érezte, s a 14. századi olasz festők többé-kevésbé Giotto utánzói és továbbfejlesztői lettek.
A 15. században új fordulatot vett az olasz festészet: az alakrajzot a természet után kezdték készíteni, a festőanyagot pedig lágyabb, egyöntetűbb ábrázolásra alkalmasabbá tették. Az első lépést a magasabb tökély felé a firenzei Paolo Uccello tette meg, aki a vonaltávlattal foglalkozott, de őt jóval felülmúlta korának három legtehetségesebb művésze: Masaccio plasztikussá tette alakjait, Fra Filippo Lippi az életet a valóságnak megfelelően törekedett ábrázolni és Fra Angelico a kedélyvilágot jelenítette meg alakjaiban. Másfelől a festészet fő törekvését a természet valósághű ábrázolására és a technika kiművelődésére fordította, ide tartoznak: Sandro Botticelli, Filippino Lippi, Cosimo Rosselli és Alessio Baldovinetti, de mindnyájukon túlmutató Benozzo Gozzoli és Domenico Ghirlandaio művészete. Ugyanebben a korban kezdték tanulmányozni a meztelen testet és az anatómiát, élenjártak e téren Andrea del Castagno, Antonio Pollaiulo, Andrea del Verrocchio illetve Luca Signorelli. A padovai Andrea Mantegna természetességre és történelmi hűségre törekvő műveiben látszanak anatómiai, perspektivai, történelmi ismeretei. A velencei Giovanni Bellini, az umbriai Pietro Perugino és Francesco Francia festményein mély vallásos érzelem tapasztalható.
A 16. század elején hat kiváló mester lépett fel, akik egyúttal korszakot is alkottak a művészet történetében: Leonardo da Vinci anatómiai jártasságával s éles megfigyelő tehetséggel a rajzot a művészi befejezettség soha utol nem ért magaslatára fejlesztette. A mozdulatok élénkségét és a formák változatosságát Michelangelo vitte be a festészetbe, amely Raffaello Sanzio műveiben megnemesül az ideális felfogástól, s egyben az élet és valószerűség hű ábrázolásává is lesz. Hozzájuk sorakozik Correggio, akinek technikája és szinezése sok tekintetben páratlan és különösen alkalmas arra, hogy a meztelen testnek lágyságot adjon. A velencei Giorgione a kompozícióban élénkségre és kifejezésre törekedett. Nyomába Tiziano Vecellio lépett, ő erőt öntött alakjaiba, s egyúttal a ragyogó kolorit valódi mestere volt. A 16. század közepétől az olasz festészet hanyatlásnak indult. Csak a velencei iskola tartotta fenn a művészet magas színvonalát, legjelesebb tagjai Tintoretto és Paolo Veronese, a legnagyobb dekoratív festők egyike, a sokoldalú Jacopo Bassano, aki csendéleteket és tájképeket is festett. A naturalisták feje és jeles mestere Amerighi da Coravaggio volt. A többiek fölött messze kimagaslott Tiepolo, akinek művészete az olasz festészet fénykorára emlékeztetett. A távlati festészetben Grimaldi (il Bolognese) s a velencei Canaletto, s tanítványa Francesco Guardi még ma is utolérhetetlenek. A zsánerfestészetben Aniello Falcone, Michelangelo Cerguozzi, Giovanni Benedetto Castiglione és Mario de' Fiori jeleskedtek.
A 18. századi olasz történeti festők közül csak Pompeo Batoni emelkedett ki. Önmagából indult és önállóan fejlődött tovább a nápolyi iskola (Domenico Morelli s a két Palizzi), amely az erőteljes realizmusnak hódolt.

## Szobrászat

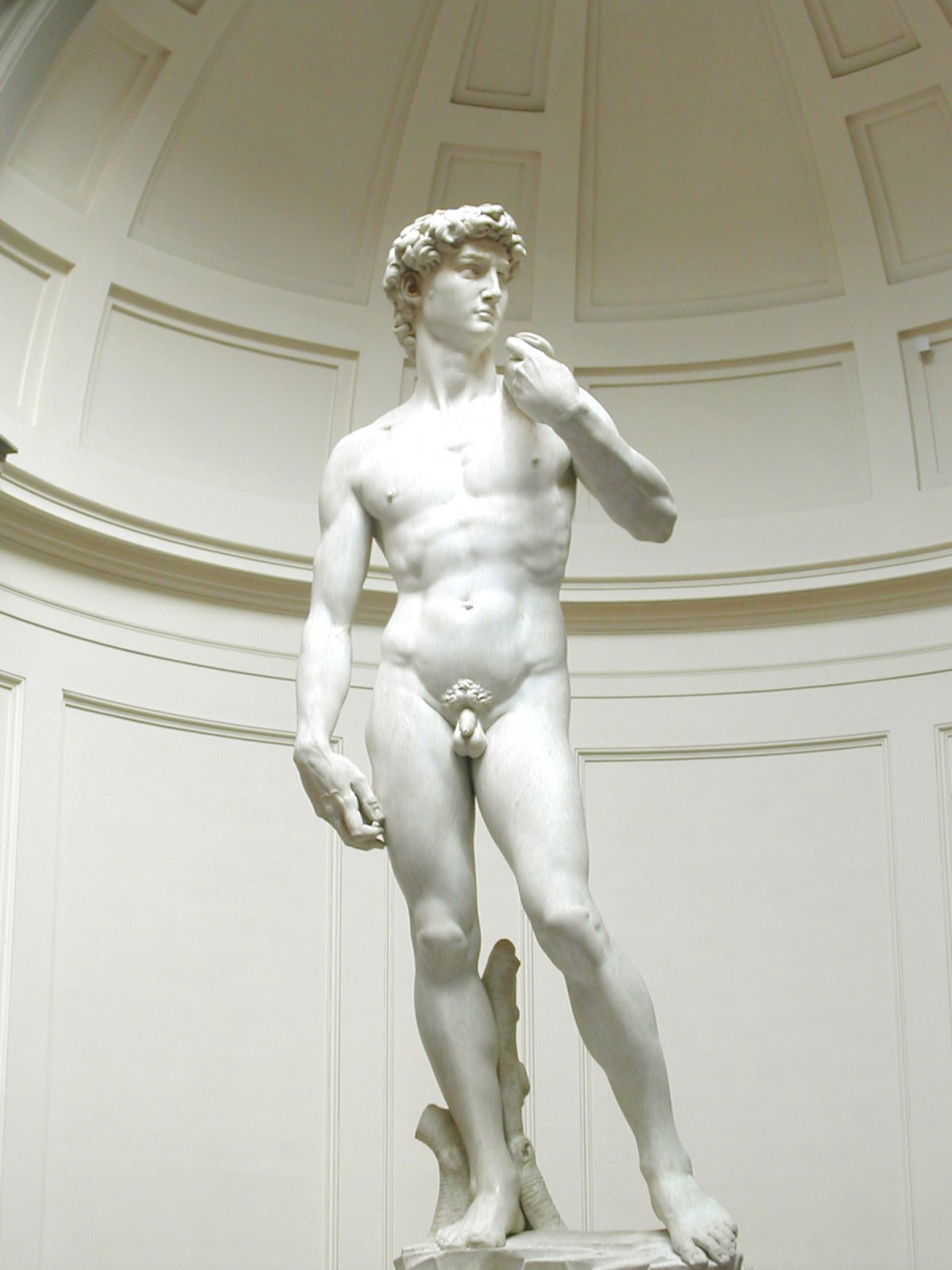
Michelangelo: Dávid (1501–1504)

A VI. század után a félszigeten a szobrászat hanyatlásnak indult, így a XI. század elején mind a technika, mind a formaérzék merev, élettelen és konvencionális. A tulajdonképpeni olasz szobrászat a 13. század közepén kezdődik, Niccolo Pisano (megh. 1278) tevékenységével kezdődik, aki az alakjaiba életet lehelt. Fia, Giovanni Pisano szobraiba több természetességet és szenvedélyt vitt, míg Andrea Pisano a gyöngédebb és egyszerűbb formák felé nyúlt. A frienzeieken kívül még a pisai Giovanni de Balduccio alapított iskolát Észak-Olaszországban.
A természet tanulmányozása s utánzása még jobban megnyilatkozik a 15. század toscanai művészeiben, akik ezáltal a szobrászat önálló fejlődését is biztosították Jacopo delle Quercia, Lorenzo Ghiberti, Doantello jártak élen a szobrászatban. Luca della Robbia az antik felé hajlott, ő teremtette meg a terracotta szobrászatot, amelyet később családja a tökély magas fokára emelt. A többi olasz szobrász, akik közt a legkimagaslóbb volt Andrea del Verocchio és Antonio Pollajuolo, inkább Donatello naturalisztikus irányát követte. Luca della Robbia tanítványai: Antonio Rossellino, Desiderio da Settignano, Mino da Fiesole, Benedetto da Maiano…Az olasz mesterek közül említésre méltó még a velencei Alessandro Leopardi (†1521) és a padovai Andrea Riccio (†1532).
A korabeli szobrászat leginkább a templomok és síremlékek díszítésére szorítkozott, de lassan az allegóriát, a mitológiát, a történelmet is méltatni kezdték. Az átmenetet a Cinquecento szabad fölfogásához s formai tökélyéhez, Giovanni Franc. Rustici, a két Sansovino (Andrea s Jacopo) találta meg, míg a ferrarai Alfonso Lombardi, a modenai Antonio Begarelli, a nápolyi iskola feje, már egyszersmind a kor legjelesebb művészei voltak. Mindannyiukat felülmúlta Michelangelo Buonarroti, akinek a természetes nagyságot meghaladó, mesterien faragott emberalakjai mély anatómiai ismeretekről, jellemábrázolási képességről tesznek tanuságot. Munkájában tanítványai, Raffaele da Montelupo és Fra Giovanni Angelo Montorsoli segédkeztek; követői voltak: Guglielmo Della Porta, Benvenuto Cellini, Niccolo Pericoli (Tribolo). Művészete uralkodott sokáig: a bámulatos formaérzék és technika, a dekorativ hatás.
Csak a 16. század utolsó negyedében hozott új irányzatot a szobrászatba Giovanni da Bologna. A 17. századiak az erősebb hatást keresték, a festői stílusba mentek át, fő képviselői: Alessandro Algardi, Giovanni Lorenzo Bernini, Stefano Maderno, Duquesnoy stb. Antonio Canova volt az első, aki művészetének irányát a klasszicizmus szigorú tanaihoz szabta s az új szobrászatban ma is mint az egyik fő irány megteremtője szerepel, míg a másik irány illetőleg iskola Thorwaldsen nyomdokain halad. Eredeti tehetségek voltak Lorenzo Bartolini, Pompeo Marchesi, a lombard Tantardini és Vela, a romantikus lány képviselője, továbbá Tabacchi, ki a frivolabb tárgyakat dolgozza föl, Monteverde gróf a nagy realista, Marochetti, Barzaghi, Dupré, Fedi. A XIX. századi modern olasz szobrászatban a naturalizmus hatalmas lökést adott a művészetnek, monumentális emlékszobrok, síremlékek keletkeztek, majd a verizmus áramata jelentkezett.

## Irodalom

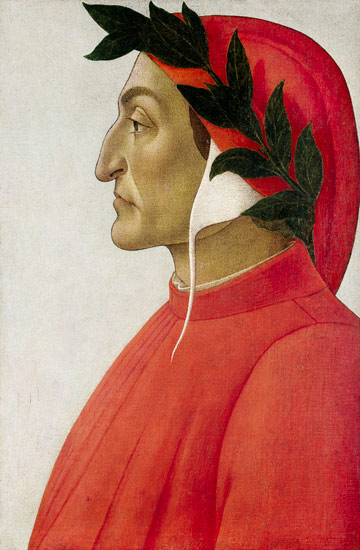
Dante Alighieri

## Filmművészet
A filmtörténethez Olaszország két jelentős irányzattal is hozzájárult. A verizmus a némafilm korában gyökerező stílus volt, amely ragaszkodott a természetszerű beállításokhoz. A II. világháború után egész Európa filmművészetére nagy hatást gyakorolt az olasz neorealizmus. Az olasz új hullám nagy rendezői Federico Fellini (1920–1993), Michelangelo Antonioni (1912–2007), Pier Paolo Pasolini (1922–1975).
Az olasz filmcsillagok névsorából kiemelkedik Anna Magnani, az egyetemes filmtörténet tehetsége Sophia Loren (1934), a szépségével hódító Gina Lollobrigida (1927) és a sokoldaú jellemábrázolás mestereként ismert Marcello Mastroianni (1924–1996). A 90-es évek nagy filmsikerei Giuseppe Tornatore és Roberto Benigni nevéhez fűződnek.

## Macchiaioli és Verismo
Az akadémikus művészetet legyőző, avantgárddá váló mozgalmak egyike a Macchiaioli volt, forradalmi színhasználattal ("folttal"), amely néhányan megelőlegezte az impresszionisták újdonságait. évtizedekben. Fontos kitevők voltak Giovanni Fattori, Silvestro Lega, Telemaco Signorini, Giuseppe Abbati.
A Verismo népszerű és mindennapi témákat hozott a művészetbe. A többi szerző mellett Lorenzo Viani, Giuseppe Pellizza da Volpedo.
De akkoriban a milánói Scapigliati, és különösen a naturalizmus olasz főszereplője Francesco Filippini, Claude Monet ellenzéki kutatótársa alapította meg a késői olasz impresszionizmust.

## Zene

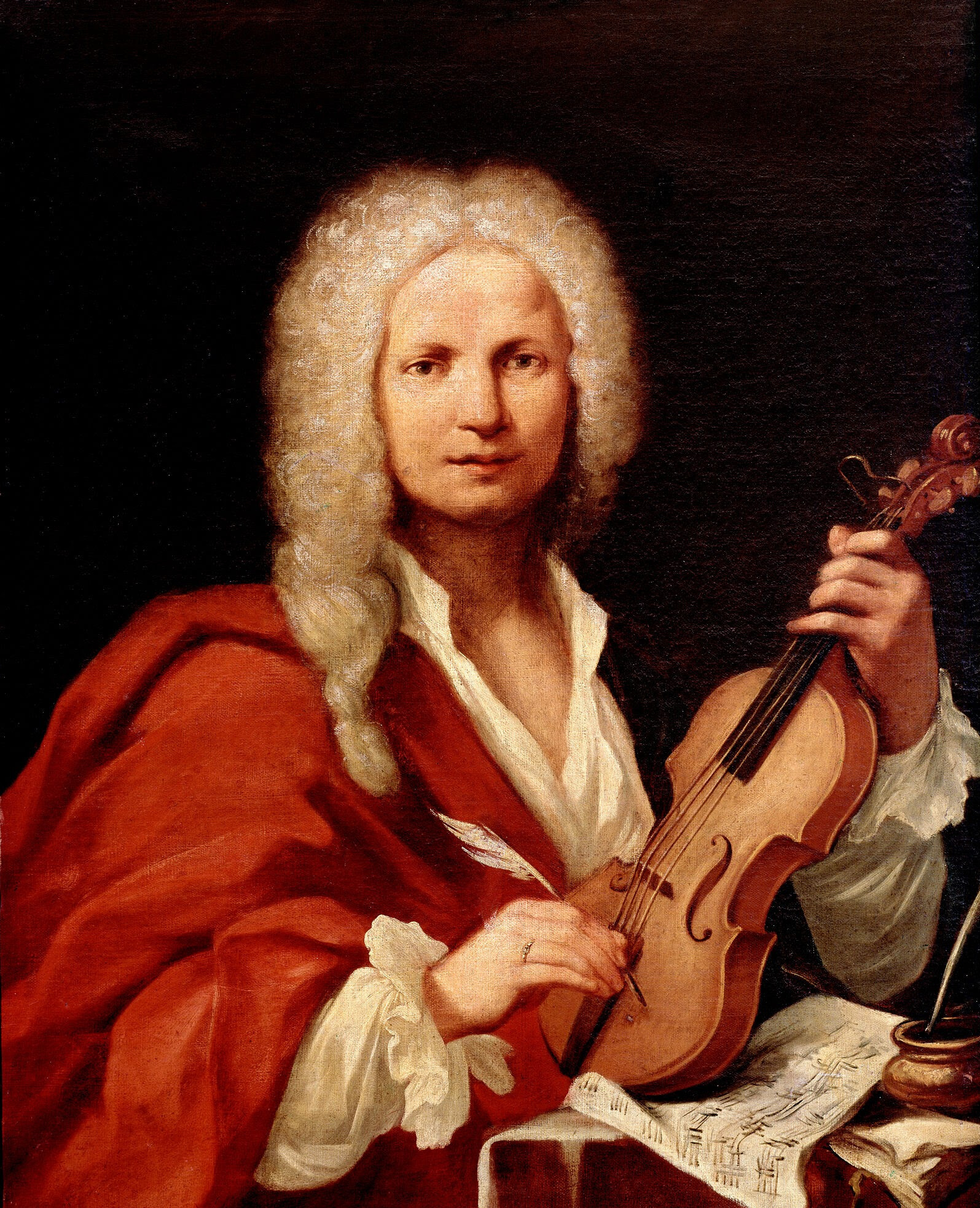
Antonio Vivaldi

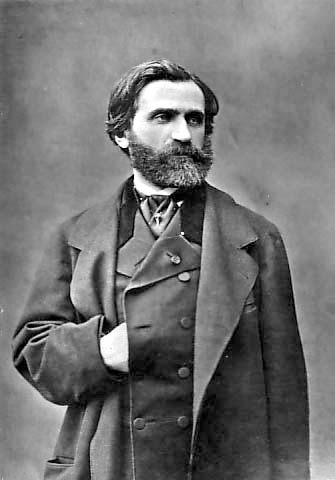
Giuseppe Verdi

Itália alkotó- és előadóművészei elsősorban az opera terén nyújtottak magas teljesítményt. Híres klasszikus zeneszerzők: Antonio Vivaldi (1678–1741), Gaetano Donizetti (1797–1848), Giacomo Puccini (1858–1924), Gioachino Rossini (1792–1868), Giuseppe Verdi (1813–1901). Az előadóművészek között Luciano Pavarotti (1935–2007) és Andrea Bocelli népszerűsíti a klasszikus zenei műfajokat.
A dallamos, esetenként szentimentális olasz könnyűzene az 1960-as években egész Európában népszerű volt. Néhány jelentős képviselője: Domenico Modugno, Adriano Celentano, Gianni Morandi, Gigliola Cinquetti, Rita Pavone. Az 1980-as években az ún. italodisco stílussal Olaszország egy időre ismét meghatározta a zenei divatot. E műfajban Sabrina Salerno, Ken Laszlo, Mike Mareen és Den Harrow tartoztak Európa-szerte a legnépszerűbbek közé.